# Carmela Jeria Gómez
Carmela Jeria; nascida Carmela Jeria Gómez (Valparaíso, 16 de julho de 1886 – ?), foi uma ativista trabalhista, tipógrafa, editora, líder social e feminista. Chamada de "primeira jornalista trabalhadora" de seu país, ela foi a fundadora do La Alborada, o primeiro jornal feminista publicado no Chile.

## Contexto social
As condições de trabalho na virada do século eram muito precárias e levaram à formação de muitas organizações de trabalhadores quando o Chile começou a explorar seus recursos naturais. Sua economia era quase 50% dependente do salitre. O desenvolvimento econômico resultante gerou uma nova estrutura social no país, produto da migração de trabalhadores e da crescente utilização do trabalho feminino e infantil. Uma série de disputas trabalhistas eclodiu com trabalhadores exigindo melhores salários e jornadas de trabalho mais limitadas.
Muitas dessas explosões foram brutalmente reprimidas pela polícia e pelas forças governamentais com muitas mortes. Duas das muitas revoltas foram a Semana Vermelha (às vezes chamada de motins da carne) em 1905 e o massacre da Escola Santa Maria (também chamado de massacre na Escola Santa María de Iquique) em 21 de dezembro de 1907, que alimentou ainda mais o ativismo dos trabalhadores.

## Feminista e produtora editorial
Nascida em Valparaíso, no Chile, foi filha do agente policial e intelectual, Mauricio Jeria, que foi ajudante do Primeiro Tribunal Criminal de Valparaíso, e de María Goméz. Carmela trabalhou como trabalhadora tipográfica na Gillet Lithograph Company e aprendeu sobre o trabalho jornalístico. Na sua juventude, ela se tornou um membro vocal do movimento trabalhista.
Aos 19 anos de idade, Jeria fundou um jornal feminista La Alborada, tornando-se a primeira mulher no Chile a se tornar uma jornalista ativa. Ela publicou edições bimestrais a partir de 10 de setembro de 1905 em Valparaíso. Depois de algumas edições, a produção parou antes de retomar na capital do país, Santiago, em 11 de novembro de 1906 como uma publicação semanal e com as palavras “Publicação Feminista” no cabeçalho.
A primeira edição de Jeria, assinado por Carmela Jeria Gómez, diz: " La Alborada nasce na vida jornalística, com o propósito único e exclusivo de defender a classe proletariada e mais, particularmente, a classe trabalhadora... progresso moral, material e intelectual da mulher trabalhadora e também de nossos irmãos em sofrimento”. A editora continua dizendo: "Desejamos ardentemente que as mulheres um dia alcancem o nível de avanço dos homens".
Por meio da página impressa, Jeria difundiu ideias políticas relacionadas aos direitos dos trabalhadores e principalmente das mulheres trabalhadoras, denunciando os diferentes meios de "opressão" que as restringiam, bem como a importância da participação feminina na organização dos movimentos trabalhistas. Ela frequentemente escrevia especificamente sobre a luta cotidiana das trabalhadoras e a necessidade de atingir a libertação da mulher.
Defensora da educação feminina, Jeria disse que a educação das mulheres não devem se limitar à formação de mães mais bem preparadas. Ela publicou regularmente artigos descrevendo a situação de mulheres e homens trabalhadores (aqueles comprometidos com a educação e emancipação das mulheres), citando a “luta contra a violência contra as mulheres e a 'escravidão das mulheres trabalhadoras'".

## Discurso em Primeiro de Maio
Em 1º de maio de 1907, Jeria fez um discurso do dia do trabalho para 40 000 pessoas, mas ao fazê-lo, ela perdeu o emprego na Gillet Lithograph, supostamente por causa de seu trabalho como líder trabalhista e jornalista trabalhadora.
A última edição de La Alborada surgiu pouco depois, em 19 de maio de 1907, quando Jeria tinha quase 21 anos de idade, aproximadamente dois anos depois da estreia do jornal.

## Impacto
Em 1º de maio de 1908, um novo jornal trabalhista, La Palanca, foi lançado pela amiga de Carmela, feminista e ativista Esther Valdés de Díaz, promotora da Associação de Costureiras. Em seu primeiro editorial, a editora reconheceu o trabalho pioneiro de La Alborada, mas observou que Carmela havia sofrido a “destruição de sua casa e uma série ininterrupta de problemas” que, além de “doença longa e cruel”, a “forçaram interromper sua nobre cruzada”. A editora continuou dizendo que ela não sabia nada da vida de sua amiga depois daquela época, mas que Jeria havia inspirado discípulos que continuariam seu trabalho.
O trabalho de Jeria teria contribuído para a formação de várias associações de mulheres dedicadas ao movimento sufragista, levando as mulheres chilenas a ganhar o direito de voto nas eleições municipais em 1934 e nas eleições presidenciais em 1952.